# Сеські (Більський повіт)
Сеські (пол. Sieśki) — село в Польщі, у гміні Вишки Більського повіту Підляського воєводства.
Населення — 28 осіб (2011).
У 1975—1998 роках село належало до Білостоцького воєводства.

## Демографія
Демографічна структура станом на 31 березня 2011 року:
|          | Загалом | Допрацездатний вік | Працездатний вік | Постпрацездатний вік |
| -------- | ------- | ------------------ | ---------------- | -------------------- |
| Чоловіки | 14      | 0                  | 7                | 7                    |
| Жінки    | 14      | 1                  | 3                | 10                   |
| Разом    | 28      | 1                  | 10               | 17                   |